# Genting Group
Genting Group — компанія зі штаб-квартирою у центрі Wisma Genting в Куала-Лумпурі, Малайзія. До її складу входять холдингова компанія Genting Berhad, дочірні компанії Genting Malaysia Berhad, Genting Plantations Berhad, Genting Singapore Plc, а також дочірня компанія Genting Energy Limited.
Заснована 1965 року малайзійським підприємцем Таном Шрі Лім Го Тонгом, групу очолює Лім Кок Тай, голова та виконавчий директор, який приєднався до Групи 1976 року.
Група відкривала та розвивала казино та інтегровані курорти у різних частинах світу, включаючи Америку, Австралію, Малайзію, Філіппіни, Сінгапур та Велику Британію. Піонерським інтегрованим курортом групи є Resorts World Genting, раніше відомий як Genting Highlands Resort. Основними визначними пам'ятками курорту є його казино, тематичний парк, концертні шоу, продукти харчування та напої та роздрібні магазини.
З початкової діяльності у сфері дозвілля та гостинності група Genting розширилася та диверсифікувала свою діяльність на інші види діяльності, включаючи плантації, нерухомість, виробництво електроенергії, нафту та газ, електронну комерцію, інформаційні технології та біотехнології.
У Групі та її філіях працюють близько 62 тис. людей у всьому світі, вона має понад 4500 га курортних земель та 238.400 га землі для насаджень.
Через ситуацію з COVID-19 у всьому світі, компанія оголосила про припинення роботи всіх казино Genting Group з 4 травня 2020 року.